# Everything You Do
Everything You Do è un singolo del duo pop norvegese M2M, pubblicato nel 2000 ed estratto dal loro album di debutto Shades of Purple.

## Tracce
- CD Singolo (Internazionale)

1. Everything You Do (Radio Version) – 4:05
2. Mirror Mirror (Live Acoustic) – 3:15
3. Don't Mess with My Love (Live Acoustic) – 3:25

## Video
Il videoclip della canzone è stato diretto da Tryan George e girato a Toronto (Canada).

## Formazione
- Marion Raven
- Marit Larsen